# Antoine Chautan de Vercly
Antoine Chautan de Vercly (1804-1891) est un général de brigade français du Second Empire.

## Biographie
Antoine Chautan de Vercly naît à Metz le 30 novembre 1804. Fils d’un ancien officier d’artillerie, Antoine choisit de faire carrière dans l’artillerie. Il intègre Polytechnique le 1er octobre 1824 et en sort sous-lieutenant en 1826. Il passe deux ans à l’École d’Application de l’Artillerie et du Génie à Metz, avant d’être envoyé au 4e Régiment d'Artillerie à Rennes.
En 1830, il est nommé officier d’instruction à l’école de cavalerie de Saumur, où il est promu lieutenant en 1832. Deux ans plus tard, Antoine de Vercly rejoint le 14e Régiment d'Artillerie à Lyon. En raison de sa conduite exemplaire lors de la révolte des Canuts lyonnais, Chautan est fait Chevalier de la Légion d'honneur, et est promu capitaine. Il part pour Strasbourg, en qualité d’adjoint au directeur de la fonderie. Là, en 1836, Antoine Chautan contribue à l’échec de la tentative de soulèvement de la garnison, fomentée par Louis-Napoléon Bonaparte. Pour sa loyauté, Louis-Philippe le fait Officier de la Légion d'honneur.
Il part en Algérie, où il participe au siège de Constantine le 13 octobre 1837. De retour en France, à Metz, il est nommé membre d’une commission relative aux progrès de l’artillerie. En 1839, il repart en Algérie, pour servir au 10e Régiment d'Artillerie à Bône. Pendant cinq ans, il combat différentes tribus rebelles, avant d’être nommé capitaine en premier au 15e Régiment d'Artillerie. En 1846, il commande un bataillon mixte formé de troupes d’artillerie et du génie. Promu chef d’escadron en 1847, il rejoint le 9e Régiment d'Artillerie à Besançon, puis le 8e Régiment d'Artillerie à Metz. Antoine Chautan de Vercly reste à Metz jusqu’en 1850, date à laquelle il est envoyé à La Fère.
Promu lieutenant-colonel en 1852, Antoine de Vercly prend son commandement à Valenciennes, puis au 3e Régiment d'Artillerie à Toulouse. Il est nommé colonel en 1854 et part à Nantes comme directeur de l’arsenal. En 1859, lors de la campagne d’Italie, il est nommé chef d’état-major de l’artillerie au 5e Corps d'Armée, commandé par le prince Jérôme-Napoléon. Il est enfin promu général de brigade le 12 mai 1860. Après un court séjour à Besançon, Chautan revient à Metz et, à sa demande, repart en Algérie avec le commandement de l’artillerie. Il y effectue trois inspections consécutives de toutes les places du pays.
Mis à la retraite, Chautan de Vercly revient à Metz, où la guerre de 1870 le surprend. Réactivé pour commander la garde mobile de la Moselle, il réorganise les troupes, alors en pleine débâcle, à Metz. 
Au lendemain du traité de Francfort du 10 mai 1871, Antoine de Vercly opte pour la nationalité française et s’établit à Nancy. Là, il décèdera en octobre 1891.

## Distinction
- Officier de la Légion d'honneur

## Sources
- Archives nationales : Service Historique de l'Armée de Terre, Dossier S.H.A.T.